# Слпово
Слпово или Салпово (грч. Άρδασσα, Ардаса) је насељено место у општини Еордеја у периферији Западна Македонија, Грчка. Према попису из 2021. године било је 749 становника.
Према бугарском географу и историчару, Василу Канчову, у Слпову је 1900. године живело 650 Турака и 160 Словена хришћана. Српски географ Боривоје Милојевић, 1920. године наводи да је у Слпову било 180 кућа Турака и 20 кућа Рома муслимана. Године 1924. турско становништво је принудно исељено у Турску а на њихово место су насељене грчке избегличке породице из Турске, укупно 641 особа. На попису из 1991. године Слпово је имало 997 становника (потомци грчких избеглица).